# Dirk Caber
Dirk Caber (ur. 13 września 1971 w Cape Neddick w stanie Maine) – amerykański aktor pornograficzny i kompozytor.

## Życiorys

### Rodzina i edukacja
Dorastał z dwójką młodszego rodzeństwa w Maine. Wychował się w muzykalnej rodzinie – jego dziadkowie śpiewali oraz grali na fortepianie i organach, sam jako dziecko uczył się gry na skrzypcach i fortepianie, później nauczył się także gry na altówce, gitarze basowej, klarnecie kontrabasowym, różku angielskim, waltornii, harcie i tubie. Jest także kompozytorem.

### Kariera
Zanim został aktorem pornograficznym, był aktywistą gejowskiej organizacji Gay Male S/M Activists (GMSMA) w Nowym Jorku i „panem do towarzystwa”.

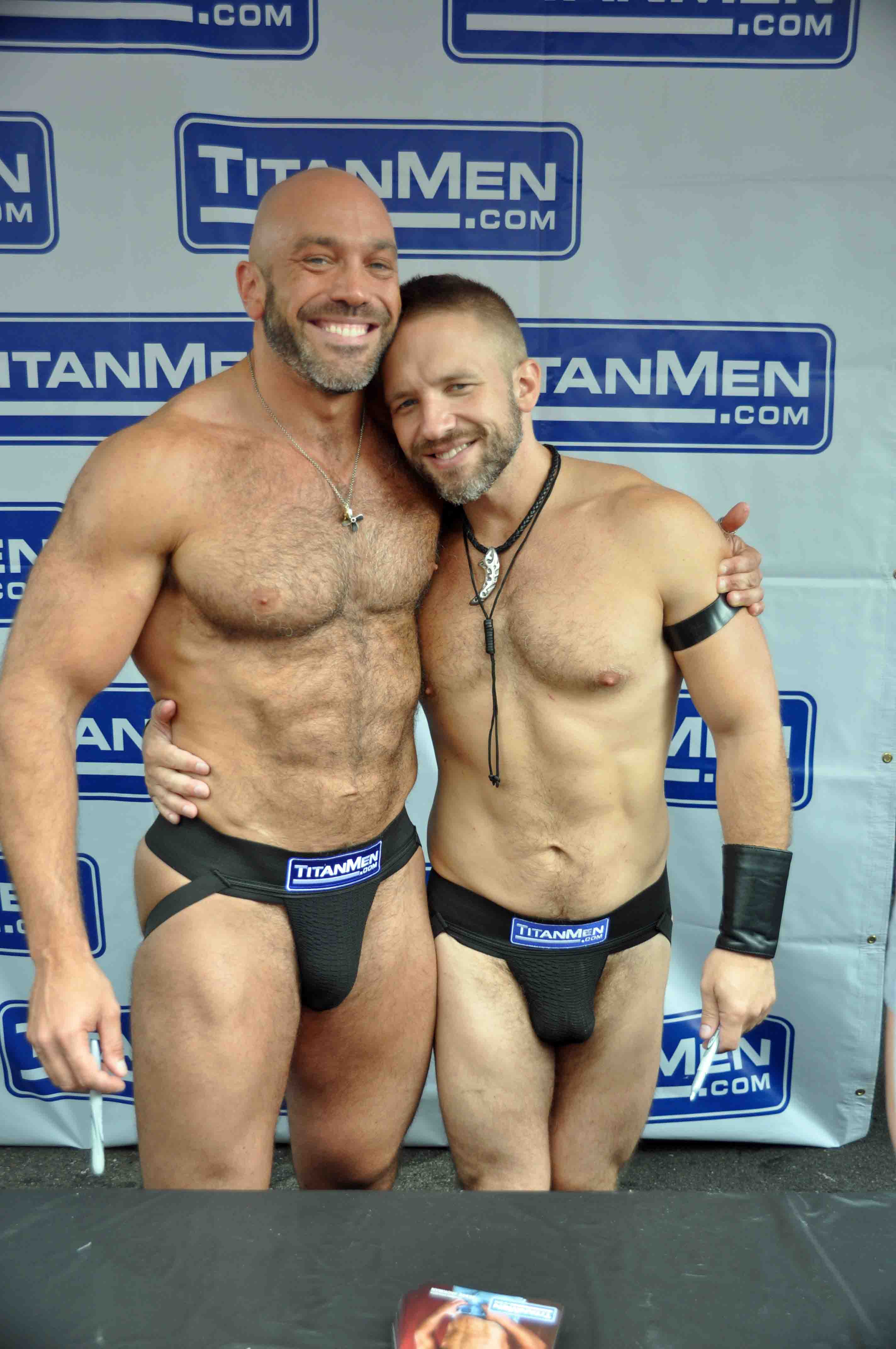
Jesse Jackman i Caber (2011)

Karierę jako aktor pornograficzny rozpoczął w 2010 od występu w filmie Kennel Master dla wytwórni TitanMen. Później wziął udział w wielu gejowskich produkcjach wytwórni filmowych, takich jak: Colt, Raging Stallion, Men at Play, TimTales, Eurocreme, Men.com, Ray Dragon, Chi Chi LaRue czy Bound Muscle.
W 2014 otrzymał francuską nagrodę PinkX Gay Video Award dla najlepszego reżysera i za najlepszy duet (z Billym Rubensem w filmie DadsFuckingLads Daddy's Boy, 2013). W tym samym roku gościł na imprezie HustlaBall Berlin 2014 w KitKatClub w Berlinie. W latach 2015–2018 na gali rozdania XBIZ Awards był nominowany do nagrody dla gejowskiego wykonawcy roku. W 2016 razem z Dallasem Steelem został uhonorowany nagrodą Grabby za najgorętszą zmianę pozycji (ang. Hottest flip) w filmie Blue Collar Ballers (2015).
W październiku 2016 na gali rozdania HustlaBall Awards 2016 odebrał (wspólnie z Jesse Jackmanem) nagrodę dla QueerPig.com w kategorii „Najlepsze wiadomości porno ze strony internetowej lub bloga”.

### Życie prywatne
Jest zdeklarowanym gejem. Zawarł związek małżeński z aktorem pornograficznym Jesse Jackmanem, z zawodu inżynierem oprogramowania. W styczniu 2018 media poinformowały o bijatyce pary na statku karaibskiego rejsu Atlantis w Portoryko – Caber upił się i stracił przytomność, a później stwierdzono, że ma zapalenie płuc i został przewieziony do szpitala rejonowego.

## Nagrody
| Rok  | Nagroda               | Kategoria                            | Film                       | Inni wykonawcy |
| ---- | --------------------- | ------------------------------------ | -------------------------- | -------------- |
| 2014 | PinkX Gay Video Award | Najlepszy duet                       | Daddy's Boy (2013)         | Billy Rubens   |
| 2016 | Grabby Awards         | Najgorętsza zmiana pozycji           | Blue Collar Ballers (2015) | Dallas Steele  |
| 2016 | Raven’s Eden Award    | Najlepsza podwójna penetracja analna | –                          | –              |